# جيمس فاولر
جيمس فاولر (بالإنجليزية: James Fuller)‏ (10 أبريل 1916 - 26 يناير 1976) هو لاعب كريكت جنوب أفريقي.

## وصلات خارجية
- جيمس فاولر على موقع إي آس بي آن كريك إنفو (الإنجليزية)